# Конвой Балікпапан – Трук (08.01.44 – 17.01.44)
Конвой Балікпапан — Трук (08.01.44 — 17.01.44) — японський конвой часів Другої світової війни, проведення відбулось у січні 1944.
Вихідним пунктом конвою був один з головних центрів нафтовидобувної промисловості Південно-Східної Азії Балікпапан, розташований на східному узбережжі острова Борнео. Пунктом призначення став атол Трук у центральній частині Каролінських островів, де до лютого 1944-го була головна база японського ВМФ у Океанії та транспортний хаб, що забезпечував постачання Рабаула (головна передова база в архіпелазі Бісмарка, з якої провадились операції на Соломонових островах та сході Нової Гвінеї) і Східної Мікронезії.
До складу конвою увійшли танкери «Ніппон-Мару» (мав на борту 10 200 тонн нафти та 2000 бочок з авіаційним пальним), «Кеньо-Мару» (Kenyo Maru, перевозив 14 000 тонн нафти та 2000 бочок із авіаційним пальним) та «Кокуйо-Мару», які первісно охороняв сторожовий корабель PB-102 (колишній американський есмінець USS Stewart, що був затоплений у Сурабаї в початковий період війни).
Загін вийшов із Балікпапану 8 січня 1944-го. 12 січня, коли конвой вже пройшов чотири сотні кілометрів по Філіппінському морю, ескорт перебрали на себе есмінці «Сімакадзе» і «Хаянамі», тоді як PB-102 відокремився та попрямував на Палау (важлива японська база на заході Каролінських островів).
14 січня 1944-го охорону конвою взяли на себе есмінці «Садзанамі» та «Акебоно», що прибули з Рабаула. Тієї ж доби невдовзі після опівдня в районі за вісім сотень кілометрів на схід від Палау японський загін перехопив підводний човен «Альбекор». З «Садзанамі» помітили ворожий корабель та рушили до нього, тоді як «Альбекор» дав залп із чотирьох торпед. Дві з них влучили в есмінець, що розломився та затонув за три хвилини. Загинуло 153 члени екіпажу, тоді як вцілілих підібрав «Акебоно». Також останній контратакував і скинув 59 глибинних бомб, проте не зміг досягнути успіху.
Одночасно із нападом на «Садзанамі» інший американський підводний човен USS Scamp випустив по танкерах шість торпед. Дві з них влучили в «Ніппон-Мару», що загорівся та затонув всього за дві хвилини. Разом з цим судном загинули 16 членів екіпажу та 27 із 80 бійців морської піхоти, що перебували на борту.
За шість годин після першої атаки ще один під підводний човен USS Guardfish торпедував і потопив «Кеньо-Мару», загинуло 3 члени екіпажу.
16 січня 1944-го охорону єдиного вцілілого танкера перебрав на себе есмінець «Харусаме», а дещо пізніше до нього приєднався «Хаянамі», що вже ескортував конвой раніше.
17 січня 1944-го залишки конвою прибули на Трук.